# Латвійська хокейна федерація
Латвійська хокейна федерація (латис. Latvijas Hokeja Federācija) — організація, яка займається проведенням на території Латвії змагань з хокею із шайбою. Член ІІХФ з 22 лютого 1931 до 1946 року, знову з 6 травня 1992 року. У країні 16 клубів, 4,691 гравців (3,250 із них — дорослі), 11 палаців спорту і 30 відкритих майданчиків із штучним льодом. Найбільші зали: Рига (Палац спорту — 5000 місць), Лієпая («Лієпаяс металургс» — 3000 місць).

## Історія
Хокей із шайбою почав розвиватися у Латвії на початку 1920-х років. Перші зареєстровані матчі були зіграні у лютому 1924 року між двома ризькими клубами «Кінегсбергас ВФК» і «Рига Аіретаю» — 2:1 і 9:0. У цьому ж році з'явились клуби ЛНЯС («Латвіяс Націонала Яунатнес Савієніба»), через два сезони перейменований у ЛЗСС («Латвіяс Зіємас Спорта Савієніба») і «Юніон». У 1929—30 роках хокей у Латвії переживав справжній бум здебільшого завдяки професіональному шведському спеціалісту Свену Янзону.

## Турніри
Перший чемпіонат Латвії проводився у сезоні 1930—31 серед 5 команд із Риги («Юніонс», «Вандерер» і «Юніверсітатес Спорт») і Лієпаї (АСК і «Олімпія»). Перший чемпіон Латвії визначився 1931 року: «Юніонс» у фіналі пореміг клуб АСК 1:0. Чемпіони 1930—40-х років: АСК — 5 разів, «Юніверсітатес Спорт» (ЮС) — 4, «Юніонс» — 3, «Динамо» (колишній ЮС) — 2.
Найкращий клуб Латвії «Динамо» (Рига), який називався також «Даугава», ХК «Рига», «Рига Старз» і «Пардаугава», з 1946 року виступав у чемпіонатах СРСР і МХЛ.
Національні чемпіонати Латвії поновлені з сезону 1991—92. Система проведення чемпіонату багато разів змінювалась. У турнірах виступало від 5 до 15 (1993) команд, у чемпіонаті 2004—05 у вищій лізі виступало 8 команд. Чемпіони: ХК «Сага Кекава» (Рига) — 1992, «Пардаугава» (Рига) — 1993—1994, «Нік'С-Брих» (Рига) — 1995, 1998, «Рига Альянс» (Рига) — 1996, «Латвіяс Берзс Ессаміка» (Рига) — 1997, ХК «Рига» — 2001, 2004, 2005, 2006, ФХК «Металург» (Лієпая) — 1999, 2000, 2002 і 2003.

## Національна збірна
Збірна Латвії перший міжнародний матч провела 27 лютого 1932 року у Ризі зі збірною Литви і перемогла 3:0. У перший період своєї історії (1932—1940) збірна Латвії провела 36 матчів. Останній матч до перерви був зіграний 10 березня 1940 року у Ризі проти Естонії — 2:1. Збірна Латвії відродилась тільки через 52 роки. Перший матч у новій історії збірна провела 7 листопада 1992 року у Ризі проти збірної Литви і впевнено перемогла 13:2.
Найвище досягнення команди на чемпіонатах світу — 7-е місце у групі А у 1997 року. Учасник зимових Олімпійських ігор 1936 (поступилась у всіх трьох матчах). Путівки на зимові Олімпійські ігри 1994 і 1998 команда поступилась у кваліфікаційних турнірах. Брала участь у зимових Олімпійських іграх 2002 (9-е місце), 2006 (12-е місце) і 2010 (12-е місце). Збірна Латвії виступала також на чемпіонаті Європи 1932 у Берліні і посіла 8-е місце.

## Гравці
Найкращими гравцями на чемпіонатах світу (група B) визнавались воротар Сергій Наумов, нападник Андрій Ігнатович.
У символічну збірну «Усіх зірок» включались воротар Сергій Наумов, захисники Улвіс Катлапс, Сергій Чудінов; нападники Харійс Вітоліньш, Олег Знарок.
Найсильніші гравці Латвії 1930-х років: воротарі Х. Кускіс, А. Ансонс; захисники Л. Ведейс, Х. Кеслерс, І. Рейнбахс, Харійс Вітоліньш (старш.); нападники Робертс Блукіс, А. Петровскіс, Й. Скадінс, Леонідс Ведейш, А. Вернерс, В. Волфрамс, Ерікс Конецкіс, Л. Путнінс, Олексій Аузін, К. Зілпауш, Карліс Паегле, Яніс Бебріс.
Найсильніші гравці Латвії останніх років: воротарі Артур Ірбе, Сергій Наумов, Петер Скудра, Андрій Жинков, Юріс Клоданс; захисники Сандіс Озоліньш, Артурс Купакс, Сергій Чудінов, Костянтин Григор'єв, Андрій Матицин, Карліс Срастіньш, Нормундс Сейейс, Родріго Лавіньш, Ігор Бондарєв, Улвіс Катлапс, Мартіньш Грундманіс, Олександр Шишкович, Олександр Чунчуков; нападники Гелмут Балдеріс, Сергій Болдавешко, Олексій Фроліков, Андрій Ігнатович, Артіс Аболс, Айгарс Ципрусс, Міхаліс Шостак, Сергій Сенін, Євген Семеряк, Харійс Вітоліньш (молодший онук захисника 1930—40-х років), Олександр Семенов, Олександр Бєлявський, В'ячеслав Фандуль, Сергій Жолток, Григорій Пантелєєв, Леонід Тамбієв, Яніс Томанс, Юріс Опульскіс, Олег Знарок, Олександр Ніживій, Ігор Павлов, Олександр Мацієвський.